# Ipomoea beninensis
Ipomoea beninensis är en vindeväxtart som beskrevs av Akoègn., Lisowski och Sinsin. Ipomoea beninensis ingår i släktet praktvindor, och familjen vindeväxter. Inga underarter finns listade i Catalogue of Life.